# Vladímir Liájov
Vladímir Afanásievich Liájov (en ruso: Владимир Афанасьевич Ляхов, translit. Vladimir Afanas'evič Ljachov; en ucraniano: Володимир Панасович Ляхов, translit. Volodymyr Panasovyč Ljachov) fue un cosmonauta soviético y posteriormente ucraniano. Nació el 20 de julio de 1941 en Antratsyt (óblast de Voroshilovgrado, actualmente óblast de Lugansk), en la RSS de Ucrania (URSS), y murió el 19 de abril de 2018 en Astracán (Rusia).

## Biografía
Vladímir Liájov se graduó de la Escuela Superior de Pilotos Militares de Chugúyev en 1964, y fue coronel en la reserva. En 1967, fue seleccionado para formar parte del cuarto grupo del Centro de Entrenamiento de Cosmonautas (TsPK). En 1995, abandonó el cuerpo de cosmonautas.

## Vuelos realizados
Vladimir Liájov voló en calidad de comandante en las siguientes misiones:
- Soyuz 32. El 25 de febrero de 1979, viajó junto con Valeri Ryumin hacia la estación espacial Saliut 6 en la expedición Saliut 6 EO-3. Los dos hombres hicieron un paseo espacial para liberar el puerto trasero de la estación espacial. Pasaron 175 días en órbita, estableciendo un nuevo récord para la época, y regresaron a la Tierra el 19 de agosto de 1979 a bordo del Soyuz 34.[3]
- Soyuz T-9. El 27 de junio de 1983, voló junto con Aleksandr Aleksándrov hacia la Saliut 7 en la expedición Saliut 7 EO-2. Aterrizó el 23 de noviembre de 1983, después de pasar cerca de 150 días en el espacio. Realizó dos salidas extravehiculares (EVA).[3]
- Soyuz TM-6. El 29 de agosto de 1988, viajó hacia la estación espacial Mir como miembro de la expedición Mir EP-3. Regresó a la Tierra el 7 de septiembre de 1988 a bordo del Soyuz TM-5.[3]

En total, Vladímir Liájov ha pasado 333 días, 7 horas y 47 minutos en el espacio.